# Szent sátor
A szent sátor vagy tabernákulum (héber: מִשְׁכַּן , átírva: mīškān) a Bibliában említett sátorszentély, amely az udvarával (pitvar) istentiszteleti és áldozati helyül szolgált a zsidóknak az exodus, azaz az egyiptomi kivonulás után, a Sínai-hegyi szövetségkötéstől  Salamon király templomának elkészültéig.
A Tóra alapján pontosan Isten útmutatása szerint, a Sínai-hegy lábánál építették meg és az Egyiptomból való kivonulás második évének első napján állították fel. A hordozható szentélyt az izraeliták a pusztai vándorlásuk alatt magukkal vitték, majd – a Tóra alapján – a kánaáni honfoglalásuk után először Gilgálban, majd Siló városában állították fel. Később Gibeonban volt, majd Jeruzsálemben aztán Salamon király végül állandó templomot építtetett (→ Salamon temploma). 
A keresztény Újszövetség értelmezése alapján a szent sátor és funkciója csak előképe volt Jézus bűntől való megváltásának és a mennyei szent helynek. Az Újszövetség szerint Jézus kereszthalálakor a templomi szentélyt a szentek-szentjétől elválasztó kárpit teljes hosszában kettéhasadt, ezzel jelezve hogy a földi szentély és az ótestamentumi ceremónia szerepe beteljesedett és egyben véget ért.

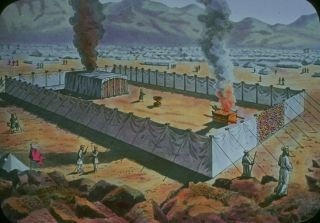
A szent sátor ábrázolása

## A tabernákulum pitvara

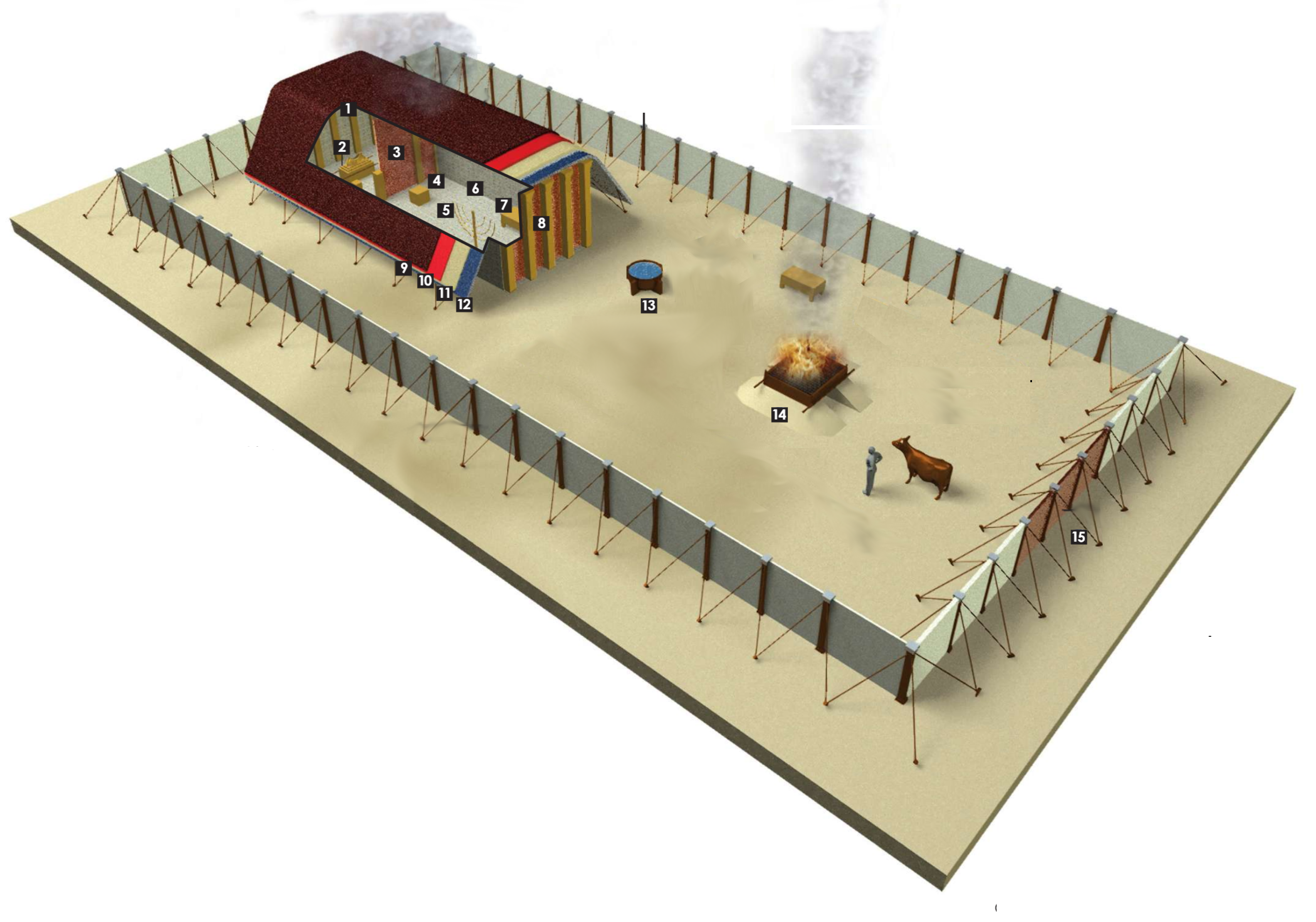
A tabernákulum és az udvarának a modellje.
1: szentek szentje, 2: a frigyláda, 3: kárpit (a szentek szentje és a szentély között), 4: arany illatáldozati oltár, 5:arany gyertyatartó (menóra), 6: szentély, 7: szent kenyerek asztala, 8: aranyozott deszkák, 9: külső takaró, 10-11-12: három takaró, 13: mosdómedence, 14: égőáldozati (réz-) oltár, 15: kapu

### Az előudvar
A szentély elő-udvara (Károlyi-Bibliában: pitvar) fedetlen, téglalap alakú, 54 méter hosszú és 27 méter széles terület volt. Ezt tartóoszlopokra függesztett fehér színű lenvászonnal kerítették be. Ezüst kampókon, ezüst karikákon feszítették ki, ezüst fejű oszlopokra 2,2 méter magasan.
Az előudvaron (pitvar) volt az égőáldozati oltár, a mosdómedence, majd a tabernákulum, vagyis a szentély. A udvarba bármelyik izraelita beléphetett.

### Az oltár
Az oltár az előudvar bejáratánál állt. Vörösrézből készült, és égőáldozati oltárnak is nevezik. Ahogy az izraelita ember belépett a pitvarba, ez előtt az oltár előtt állt meg. A tűz éjjel-nappal égett rajta, és megemésztette az áldozatot, amelyet a bűnös hozott magával. A bűnbánat önmagában nem törölte el a bűnt, hanem a vér cselekedte ezt, amely az oltáron elfolyt. Itt tapasztalt meg valamit az az izraelita Isten abszolút igazságosságából és szentségéből és abból, hogy a törvény megszegőjének meg kell halnia. Itt lett világos számára, hogy a bűnös emberen semmilyen bocsánatkérés vagy jó cselekedet nem segít és nincs számára enyhítő körülmény sem. A bűn halálbüntetést von maga után, és az életet kell feláldozni, hogy fizessünk a bűnért. Az áldozat vére azonban eltörölte a bűnt, vagyis az áldozati állat mintegy magára vállalva az ember bűnét, a bűnt elkövető ember helyett hal meg.
A kereszténység értelmezése alapján az oltár a később megjelenő Krisztus keresztjét szimbolizálta. Az Ő vére lett a bűn váltságának a díja. Ami annak idején az izraelitáknak a rézoltár volt, az a keresztények számára a golgotai kereszt lett.

### Az áldozat
A legtöbb mai ember nehezen érti, hogyan léphetett valaki kapcsolatba Istennel egy ilyen durva cselekedet által, mint az állatáldozat. Nagy képzelőerőre van szükség, ha meg akarjuk érteni az ókori áldozatokat és azt, mi volt a szerepe a kultúrában.
El kell képzelnünk, hogy éltek egy apró faluban, ahol gyakorlatilag mindenkinek megvolt a maga kis földje, amelyből eltartotta a családját. A legtöbben máról holnapra tengődtek és szerencsésnek tartották magukat, ha a következő évre elegendő vetni való gabona maradt. A legértékesebb tulajdon az állat volt. Sok falusi rendelkezett birka- vagy kecskenyájjal, a tehetősebbek pedig húst- és tejet adó marhával is, utóbbival szánthattak és igás állatként is használhatták. A legtöbb ember azonban az év nagy részén vegetáriánus volt - nem elvből, hanem mert szegénységük miatt nem vághatták le értékes állataikat. Csak ha különös vendéget fogadtak, továbbá esküvőkor vagy nagy vallási ünnepen ettek húst. Egy állat elfogyasztása különleges alkalmat és jelentős kiadást jelentett.
Az áldozat felajánlása által, az ember a lehető legfontosabb személlyel, Istennel lépett érintkezésbe. Amit felajánlottak az áldozatban, az megfelelt annak az ételnek, amellyel egy nagyra becsült vendéget fogadtak. Az áldozathoz gabona felajánlása is hozzátartozott, mindezt pedig boráldozat egészítette ki. A bort az oltár mellett a földre öntötték.
Minden áldozati állat, feláldozott gabona és bor az áldozó legbecsesebb tulajdonát jelképezte: az élethez nélkülözhetetlen dolgokat. Az áldozó vagy felajánlja magát Istennek vagy elismeri, bűnei miatt halált érdemel, s az állat hal meg helyette. Az áldozó élete helyett az áldozaté veszett el. Az ember látta a haldokló állat vonaglását, látta, ahogy a vére kiömlik, hallotta a halálhörgését és tudta, hogy mindez az ő bűneiért történik. Az állatot ezután az oltáron teljesen elégették, majd a hamuját kivitték egy tiszta helyre. Nem maradt vissza semmi a bűnterhet hordozó áldozati állatból. Elmúlt a szenvedés és fájdalom.
Összehasonlíthatatlanul nagyobb áldozati eseményt élt át a százados és az egybegyűlt tömeg a keresztre feszített Jézus alatt, nem csoda, hogy a mellüket verték, amikor a megfeszítettet nézték, és ennek az ószövetségi előképnek a valóságos beteljesedését élték át.
Az Újszövetség és a keresztények alapján az áldozat Krisztus önfeláldozására mutatott rá. "Ő Isten igazi báránya, aki elveszi a világ bűneit." Krisztus volt a végső áldozat, akinek kereszthalála feleslegessé tett minden további állatáldozatot.

### A mosdómedence
A mosdómedence ugyancsak vörösrézből készült. Ebben fürödtek meg a papok papszenteléskor, mielőtt átvették volna a papi ruhát. Továbbá a papok amikor bementek a szentélybe, hogy szolgáljanak, azelőtt ebben a medencében kellett megmosni a kezüket és a lábukat. Enélkül nem lehetett bemenni a szentélybe. Aki ezt a mosakodást kihagyta, annak meg kellett halnia.
A kereszténység értelmezésében míg az oltár és az áldozat a később megjelenő Krisztus keresztjére és önfeláldozására mutatott rá, a mosdómedence szimbolikus jelentése egy lépéssel tovább vezetett: a Szent Léleknek a hívőben való munkálkodására utalt, az Ige általi megtisztulásra. A medence vízzel volt tele, ez pedig Isten Igéjének a képe. Amikor Jézus megmosta a tanítványok lábait, Péter tiltakozott, de az Úr ezt mondta neki: Ha nem moslak meg, semmi közöd nincs hozzám. A megtisztulás kétféle módon történt: vér által és víz által.

## A tabernákulum

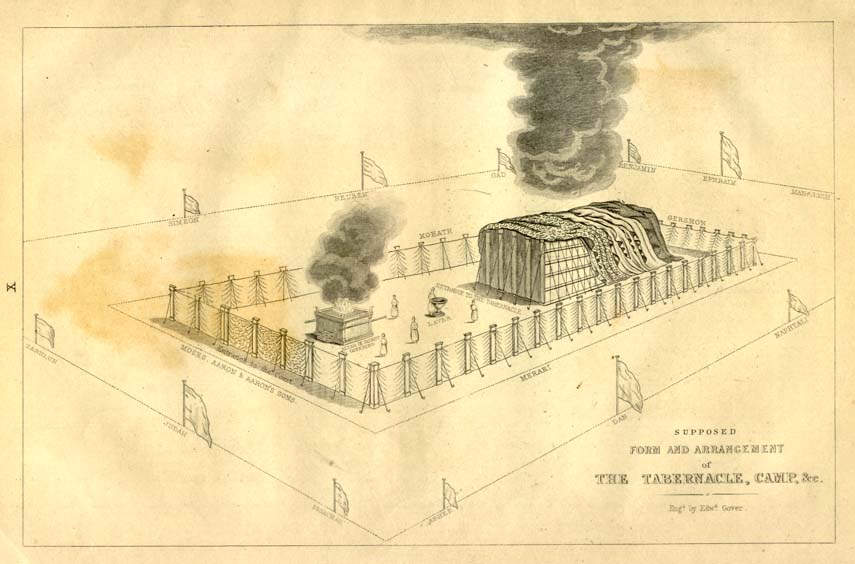
A tabernákulum és az udvara (pitvar)

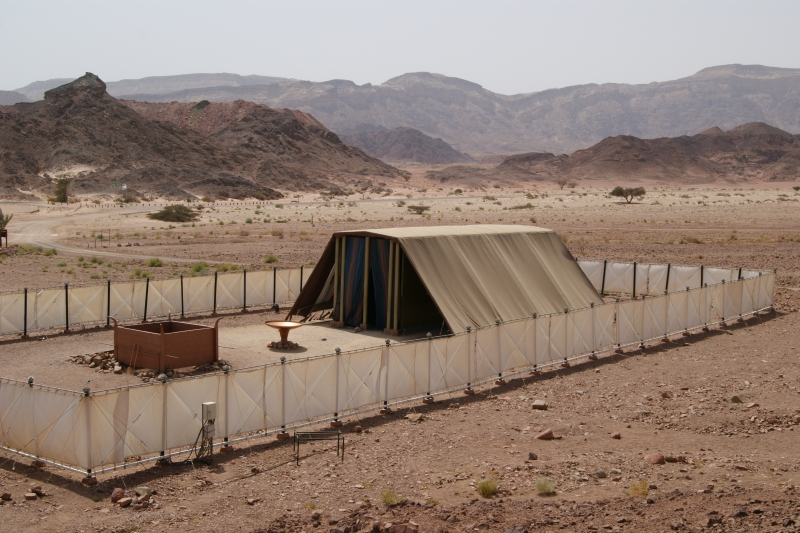
Rekonstrukciója Izraelben, a Timnai Parkban

A tabernákulum (más néven: szent hajlék, arany ház) aranyozott deszkákból épült fel. A deszkákat Vachelliából (Károli: sittimfa) vágták ki, − (korábban a fordítók akácnak gondolták), − bevonták aranylemezzel, úgyhogy a fa többé nem volt látható. A deszkák külső oldalán arany karikák voltak, amelyekbe aranyozott reteszrudakat dugtak.
A tabernákulum két részből állt, a szentélyből és a szentek szentjéből.
Fedő takarói: 
Négy takaró (lepel) fedte az építményt, amely négy színben tündöklött:
- legkívül a borzbőr takaró, amely kiállt minden időjárást, esőt, vihart és tűző napot, és hatékony védelmet nyújtott. Ez volt egyetlen célja, szépség nem volt rajta.
- vörösre festett kosbőr takaró
- kecskeszőr takaró
- a "pompás takaró" finom szövésű és hímzésű sodrott lenből. Tíz részből tevődött össze, amelyeket arany kapcsok tartottak össze, és valamivel rövidebb volt, mint a kecskeszőr takaró. Kerubok voltak arannyal hímezve bele. Ez a nagyszerű szőnyeg közvetlenül a szentély belsejét takarta. Ahogy az illető kívülről a borzbőr sátorlapot látta, úgy belülről csak ezt a gyönyörű szőnyeget.

A takarókat három ponton zsinórokkal és rézkarikákkal a talajhoz rögzítették és ezzel falat képeztek velük.

#### Szentély
A szentélyben három tárgy állt: 
- az arany oltár (más néven: illatáldozati oltár vagy füstölőoltár). Rajta tömjént égettek. Színarannyal borított akáciafából készült, a sarkain szarvakkal.[17] A füstölőszer négy különböző anyag vegyülékéből állt.[18] Véres áldozatot nem mutattak be rajta, csak a szarvait hintették meg vérrel, amely az udvari égőáldozati oltáron elfolyt.

Az Újszövetség alapján az oltár az eljövendő Krisztust, mint Szószólót (közbenjárót) ábrázolta, az Atya előtt.
- a szent kenyerek asztala. A 12 törzset jelképező 12 kenyeret "szombatról szombatra" kihelyezték egy erre a célra készített asztalra. Ezek a kenyerek nemcsak a szemnek szolgáltak, hanem a papok fogyasztották. Ők minden szombaton az Úr vendégei voltak.
- az arany hétágú gyertyatartó (más néven: menóra), amely a szent kenyerek asztalával szemben állt, a szentély déli oldalán. Rajta éjjel-nappal olajlámpások égtek. A szentélynek nem volt ablaka, de e gyertyatartó hét lámpása tökéletes világosságot adott.[20]

#### Szentek szentje
A szentélyt és a szentek-szentjét egy vaskos függöny (kárpit) választotta el egymástól.
A szentek szentjében csak a szövetség ládája (más néven: frigyláda) állt. Ebben őrizték a két kőtáblát, amelyre a Tízparancsolat volt felírva, továbbá egy arany korsóban emlékeztetőül mannát és Áron kivirágzott vesszejét tették bele.
A szentek szentjébe csak a főpap léphetett, és ő is csak évente egyszer, a nagy engesztelési napon. A porrá tört fűszerekből megtöltött égő füstölőt vitte először be, hogy a füst megtöltse a szentek szentjét és a frigyláda tetejét, majd az áldozati baknak a pitvari rézoltáron kifolyt vérével tért be ide; Izrael minden törzséért vezekelt, értük könyörgött Isten előtt; majd meghintette a függönyt vérrel, majd hétszer a szövetség ládáját is (amelyben Isten törvénye állt, melyet áthágott a bűnös nép), majd visszatért az izraelitákhoz az engesztelés áldásával. Ekkor ejtette ki a száján Isten szent nevét (JHVH). Csak a főpap ejthette ki, és csak az engesztelés napján, majd ahogy kiejtette, az emberek a földre borultak.
A főpap közbenjáró volt Isten és a bűnbánó nép között. A kereszténység szerint szimbóluma volt az elkövetkező nagy Főpapnak, Krisztusnak, aki a saját elhullatott vérével lépett majd be a mennyei szentek szentjébe, hogy Isten előtti közbenjáróként örök váltságot szerezzen az istenfélő embereknek.